# Delitto a Villa Rose
Delitto a Villa Rose (At the Villa Rose) è un romanzo di giallo del 1936 scritto da A. E. W. Mason.
È il numero 10 della serie I Grandi Maestri del Giallo. È il numero 36 della serie Il Giallo Economico Classico.

## Trama
L'ispettore Hanaud, il noto detective francese, è in vacanza ad Aix les Bains quando un giovane inglese, Harry Wethermill, gli chiede di indagare sull'omicidio di una ricca vedova, Maddame Dauvray; Maddame Dauvray è stata strangolata nella sua villa e i suoi preziosi gioielli, che indossava "con troppa poca prudenza", sono scomparsi. La sua cameriera Hélène Vauquier è stata scoperta al piano superiore, priva di sensi, cloroformizzata e con le mani legate dietro la schiena; I sospetti cadono immediatamente sulla giovane inglese compagna di Maddame Dauvray, Celia Harland, scomparsa la notte del delitto. Wethermill è innamorato di Celia e quest'ultimo supplica Hanaud di occuparsi del caso nella convinzione incrollabile che, nonostante le apparenze, Celia sia innocente del crimine. Hanaud accetta il caso.
Mme Dauvray era stata affascinata dallo spiritualismo e parte del ruolo di Celia come compagna era stato quello di mettere in scena una seduta spiritica per lei , come presunta medium, di evocare manifestazioni dal mondo degli spiriti - cosa che ha fatto recitando e ingannando. Hanaud scopre che avrebbe dovuto condurre una seduta spiritica la notte dell'omicidio.
Adèle Tacé (che si fa chiamare Maddame Rossignol) è una criminale esperta che è venuta ad Aix appositamente per rubare i gioielli della Dauvray. In combutta con Hélène Vauquier, professa incredulità nello spiritualismo che spinge la vecchia signora a tenere una seduta spiritica in cui Celia dovrebbe esibirsi mentre è legata mani e piedi. Per evitare di essere esposta come una frode a Mme Dauvray e al suo amante Harry, Celia accetta di collaborare, credendo di potersi districare abbastanza facilmente. Durante la notte, tuttavia, è legata in modo molto più professionale e stretto di quanto si fosse aspettata e, quando inaspettatamente assicurata a un pilastro e imbavagliata, si rende conto di essere prigioniera. Vedendo un uomo che entra furtivamente dalla portafinestra e riconosce Harry Wethermill, Celia si rallegra e si aspetta il rilascio. Ma tutto ciò che fa è controllare che i suoi legami siano stretti; Celia non riesce a scappare o a gridare mentre strangola la Dauvray.
Wethermill, Hélène e Adèle cercano senza successo i gioielli e sono costretti a sospendere i loro sforzi quando sentono dei passi fuori. Hélène si lascia volontariamente cloroformizzare, per evitare che i sospetti cadano su di lei. Celia, nel frattempo, viene rapita e portata a Ginevra, dove viene tenuta in vita solo per poter dire alla banda dove sono nascosti i gioielli. Quando i giornali riportano che i gioielli mancanti sono stati ritrovati dalla polizia, la banda non ha più bisogno di Celia e si prepara a drogarla e a far sparire il suo corpo nel Lago di Ginevra. Hanauld arriva appena in tempo per salvarla.

## Opere derivate
Dal romanzo sono stati tratti i film:
- At the Villa Rose
- At the Villa Rose
- The Mystery of the Villa Rose
- At the Villa Rose

## Personaggi
- Ispettore Hanaud: Ispettore della Sûreté Nationale di Parigi
- Luis Besnard: commissario di polizia
- Julius Ricardo: amico di Hanaud
- Perricchet: agente di polizia
- Harry Watermill: giovane inventore
- Madame Dauvray: ricca signora
- Hélène Vauquier: cameriera
- Celia Harland: Dama di compagnia
- Alphonse Servettaz: autista
- Marthe Gobin: signora intraprendente
- Alphonse Ruel: commeso del Casinò

## Edizione
- Alfred Edward Woodley Mason, Delitto a Villa Rose, collana I Grandi Maestri del Giallo n. 10, traduzione di Mariella Casella, 1ª ed., Ariccia Roma, Newton Compton Editori, 2004  [1910],  p. 159.